# Deightoniella arundinacea
Deightoniella arundinacea är en svampart som först beskrevs av August Karl Joseph Corda, och fick sitt nu gällande namn av S. Hughes 1952. Deightoniella arundinacea ingår i släktet Deightoniella och familjen Mycosphaerellaceae.   Inga underarter finns listade i Catalogue of Life.